# Nathan Never
Nathan Never  je strip junak znanstvene fantastike i ime istoimenog talijanskog stripa koji od 1991. godine izlazi u izdanju izdavačke kuće Sergio Bonelli Editore. Strip su kreirali Michelle Medda, Antonio Serra i Bepi Vigna, dok je crtač prvog broja i kasnijih naslovnica Claudio Castellini.

## Podaci o strip junaku
Nathan Never je bivši policajac kojeg proganjaju duhovi prošlosti uzrokovani bolnim događajima. Njegovu ženu Lauru Lorring ubio je zločinac Ned Mace i to pred očima njihove kćeri Ann, koju zatim otima. Nathan brzo uspijeva pronaći kćer, no njezin je um vidno potresen te, da bi se zaštitio, obavija malu Ann velom neprobojnog autizma. Od tog trenutka Nathan Never odlučuje napustiti posao policajca i postaje specijalni agent privatne zaštitarsko-istražiteljske agencije Alfa. Sam lik Nathana Nevera prikaz je običnog ljudskog bića sa svim prednostima i manama, bez ikakvih natprirodnih moći, koji sve probleme riješava u velikom broju uz pomoć svojih prijatelja i kolega iz agencije u kojoj radi.

## Podaci o stripu u kojem se pojavljuje
Radnja stripa se odvija u dalekoj budućnosti koja zapravo započinje 2024. godine nakon nuklearne katastrofe koja je izazvana eksperimentima u samom Zemljinom središtu, zbog čega je došlo do bitne promjene zemljopisnog izgleda planeta. Nathanove pustolovine počinju oko 150 godina nakon tog događaja. Osim ljudske populacije, u budućnosti se susreću i ostale vrste i rase kao što su brojni roboti, kiborzi, mutanti, itd.